# Kamienna Góra
Kamienna Góra [kaˈmʲɛnːa ˈgura], tyska: Landeshut in Schlesien, är en stad i västra Polen och huvudort i distriktet Powiat kamiennogórski i Nedre Schlesiens vojvodskap, belägen 26 kilometer sydost om den större staden Jelenia Góra. Staden utgör administrativt en stadskommun, med 19 893 invånare i juni 2014, och är medlem av Euroregion Neisse.

## Geografi
Staden ligger vid floden Bóbr på norra sidan av bergskedjan Sudeterna, i Kamienna Góra-dalen mellan Karkonoszebergen i väster och Góry Wałbrzyskie samt Góry Krucze i öster och söder. Söder om staden går den gamla handelsleden genom Lubawkapasset mellan Schlesien och Böhmen. Staden är även säte för den angränsande landskommunen Gmina Kamienna Góras administration, men denna är självständig från staden.

## Historia
Söder om staden gick under tidig medeltid gränsskogarna mellan Schlesien och Böhmen. Området där staden senare kom att grundas donerades 1254 av hertigen Bolesław II av Lignica till det böhmiska benediktinerklostret i Opatowitz och dotterklostret i Grüssau, den nuvarande stadsdelen Krzeszów i Kamienna Góra. Grüssaus kloster kom 1292 att övergå i cistercienserordens ägo.
Staden Landeshut grundades under hertigdömet Schwednitz-Jauer någon gång mellan 1289 och 1292 av hertigen Bolko I av Schweidnitz. Staden anlades enligt ett rutnät med ett kvadratiskt torg och stadsmur med en övre och nedre port. 1334 bekräftade hertigen Bolko II stadsrättigheterna och stadens rätt att välja rådsmedlemmar. Tillsammans med hertigdömet Schweidnitz-Jauer kom staden 1368 att bli ett län under kungariket Böhmen. 1426 brändes staden av husiterna. 
Under 1400-talet etablerades ett textilhantverk i staden, som under 1500-talet utökades med linneväveri. År 1562 var majoriteten av stadens invånare protestanter. Under trettioåriga kriget plundrades staden och drabbades av bränder och epidemier. Efter krigsslutet infördes motreformationen i staden, och staden kom att återhämta sig ekonomiskt. 1707 tilläts bygget av en protestantisk Gnadenkirche enligt Altranstädtkonventionen.
Genom österrikiska tronföljdskriget tillföll staden tillsammans med Schlesien 1742 kungariket Preussen. Den 23 maj 1745 besegrade en preussisk truppstyrka under general Winterfeld vid Landeshut en österrikisk avdelning under general Nádasdy. Den 22 december 1757 sprängde general Fouqué där en del av den österrikiska armé, som drog sig tillbaka efter nederlaget vid Leuthen, och 23 juni 1760 blev samme Fouqué slagen vid Landeshut av en mycket överlägsen österrikisk truppstyrka under fältmarskalk Laudon. Staden skadades under kriget och erhöll senare hjälp med återuppbyggnaden under Fredrik II av Preussens regering. År 1787 hade staden 2 790 invånare, och två år senare hade staden 189 hus innanför stadsmurarna och 300 utanför.
1793 uppstod protester bland stadens vävare gentemot garnhandlarnas metoder i staden. Produktionen av linne steg kraftigt under slutet av 1700-talet. 
Efter de stora administrativa reformerna i Preussen kom staden 1815 att bli del av provinsen Schlesien, från 1816 som huvudort i Landkreis Landeshut i Regierungsbezirk Liegnitz. 1871 blev staden även del av Tyskland. Under 1800-talet uppstod flera stora industriella väverier, Carl und Robert Methner, J. Rinkel, F. V. Grünfeld, Albert Hamburger AG, C. Epner med flera, samt andra industriföretag. Den industriella utvecklingen påskyndades av järnvägen. 1869 öppnades järnvägen Ruhbank–Landeshut–Liebau, 1899 öppnades sidolinjen till Albendorf och 1905 öppnades sträckan till Schmiedeberg. Genom det natursköna läget kom staden även att bli en populär turistort. Vid den sista tyska folkräkningen 1939 hade staden 13 688 invånare.
År 1945 avträdde Tyskland staden till Polen, varvid den erhöll sitt nuvarande polska namn Kamienna Góra. Den tyska befolkningen fördrevs med enstaka undantag. Staden återbefolkades under åren efter kriget med polska bosättare och flyktingar från de tidigare polska områdena öster om Curzonlinjen. Staden tillhörde mellan 1975 och 1998 Jelenia Góras vojvodskap, fram till att den nuvarande administrativa indelningen trädde i kraft 1999.

## Sevärdheter

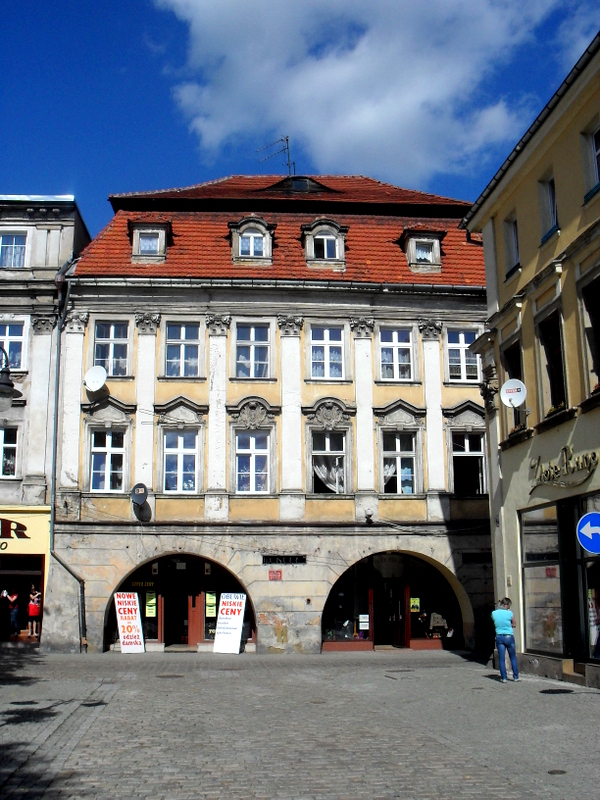
Historiskt borgarhus på pl. Wolności 16.

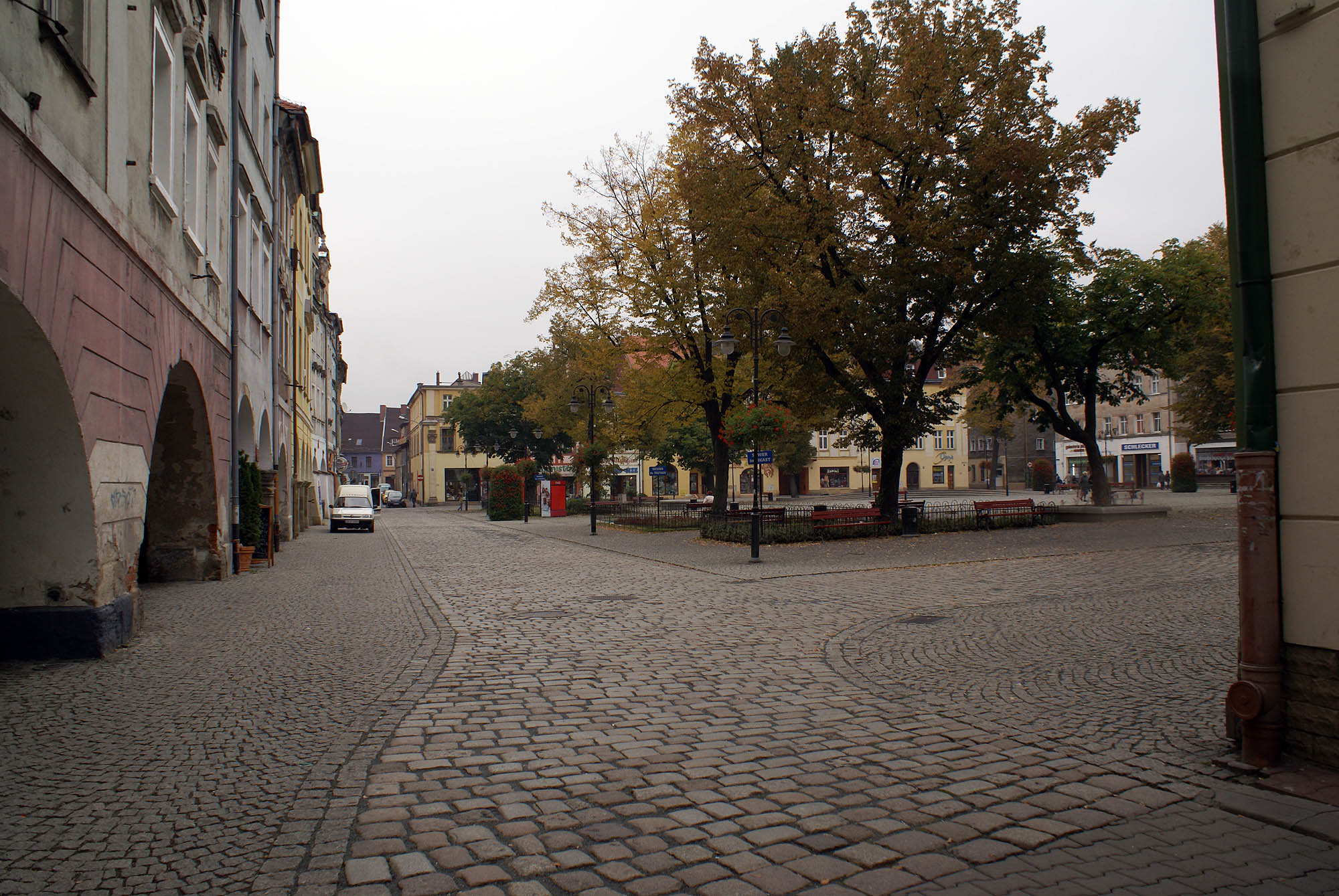
Vy mot torget.
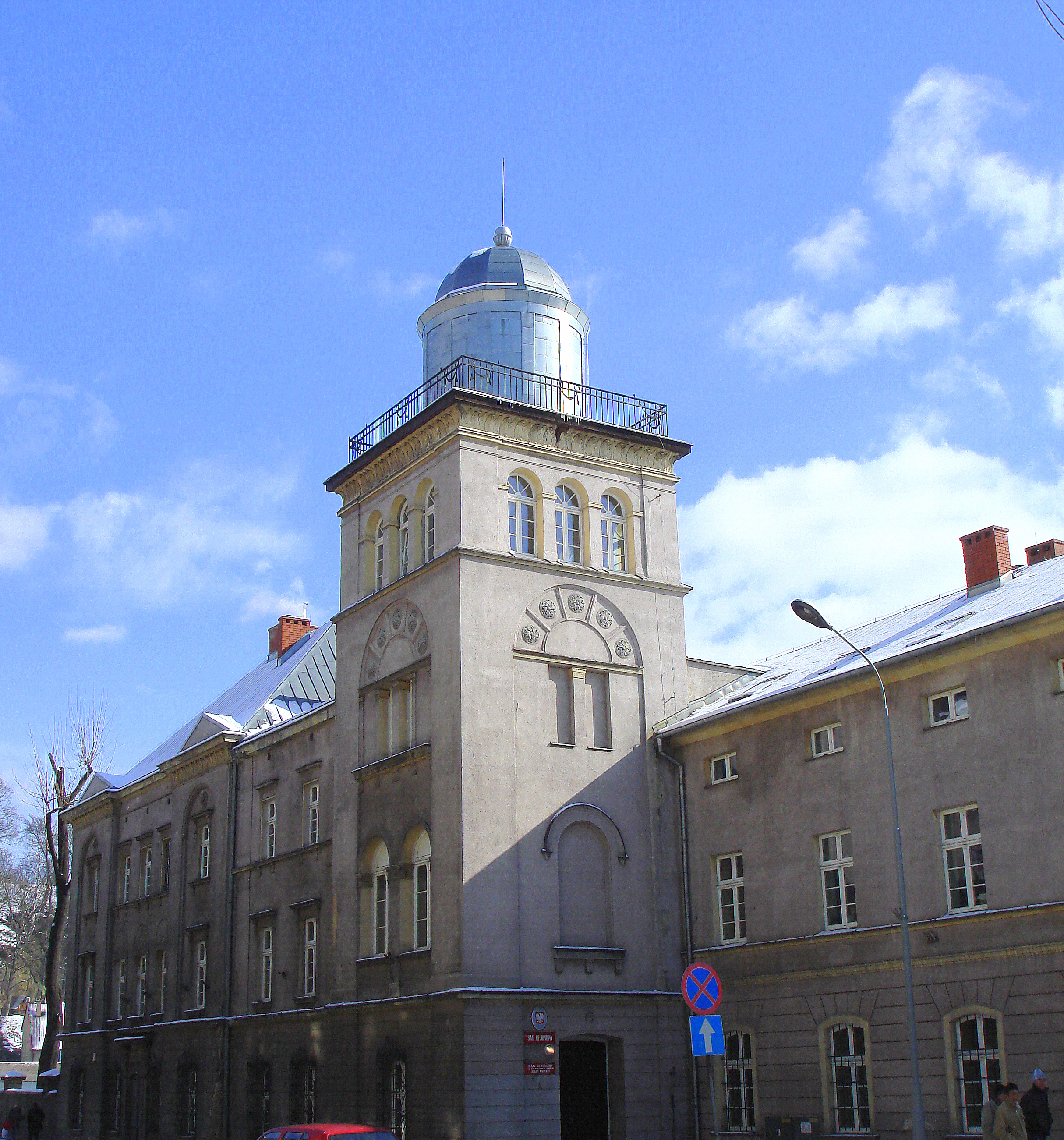
Domstolsbyggnaden
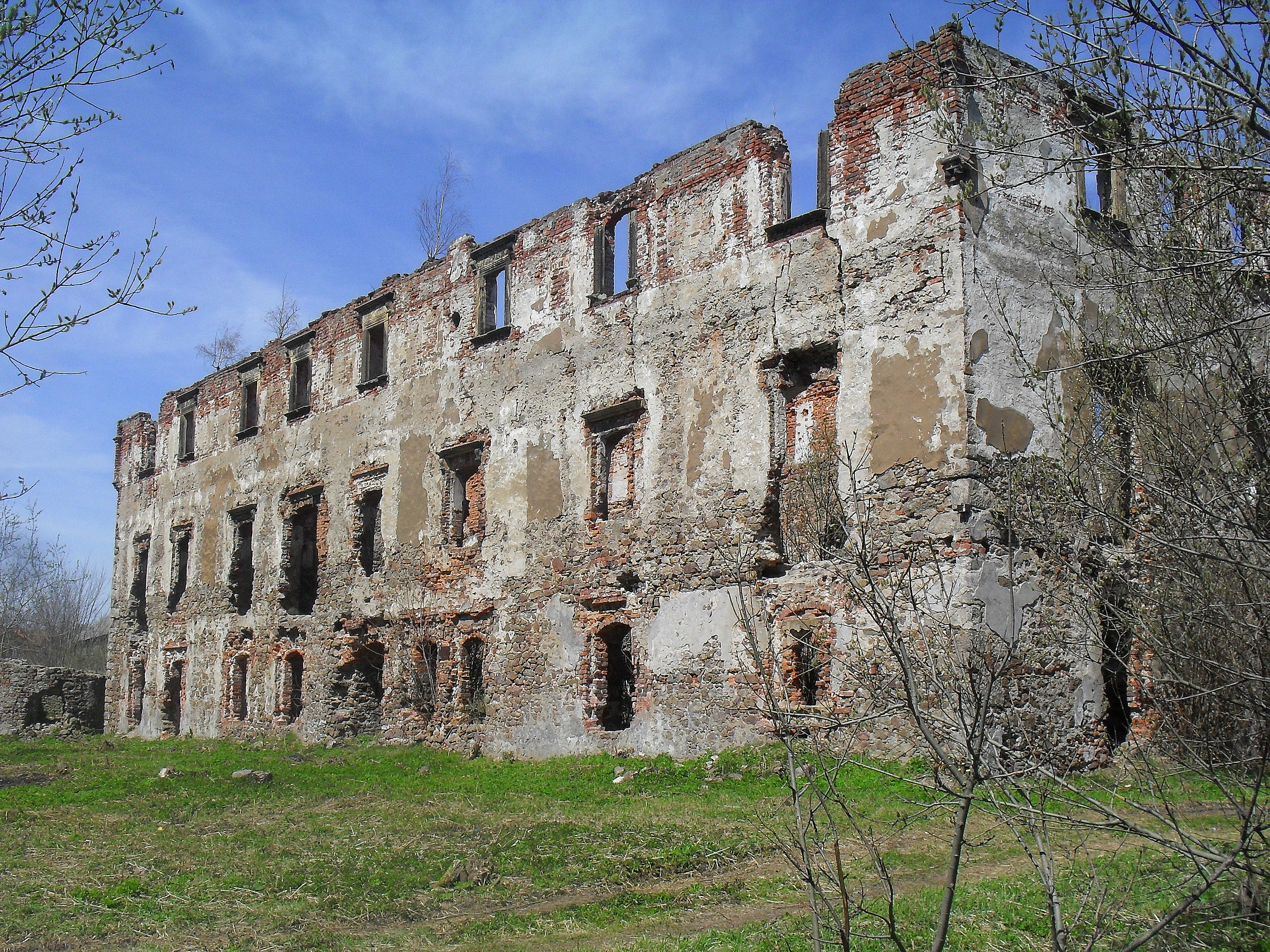
Slottsruinen
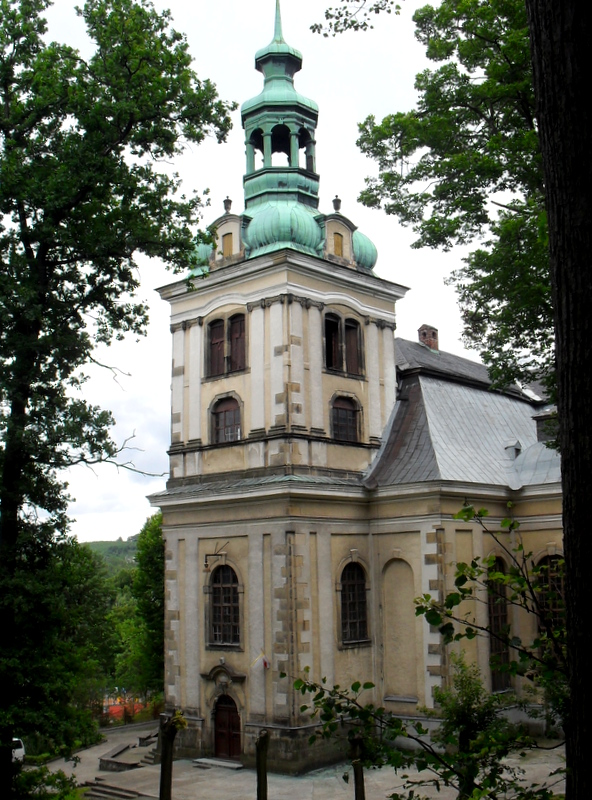
Vårfrukyrkan
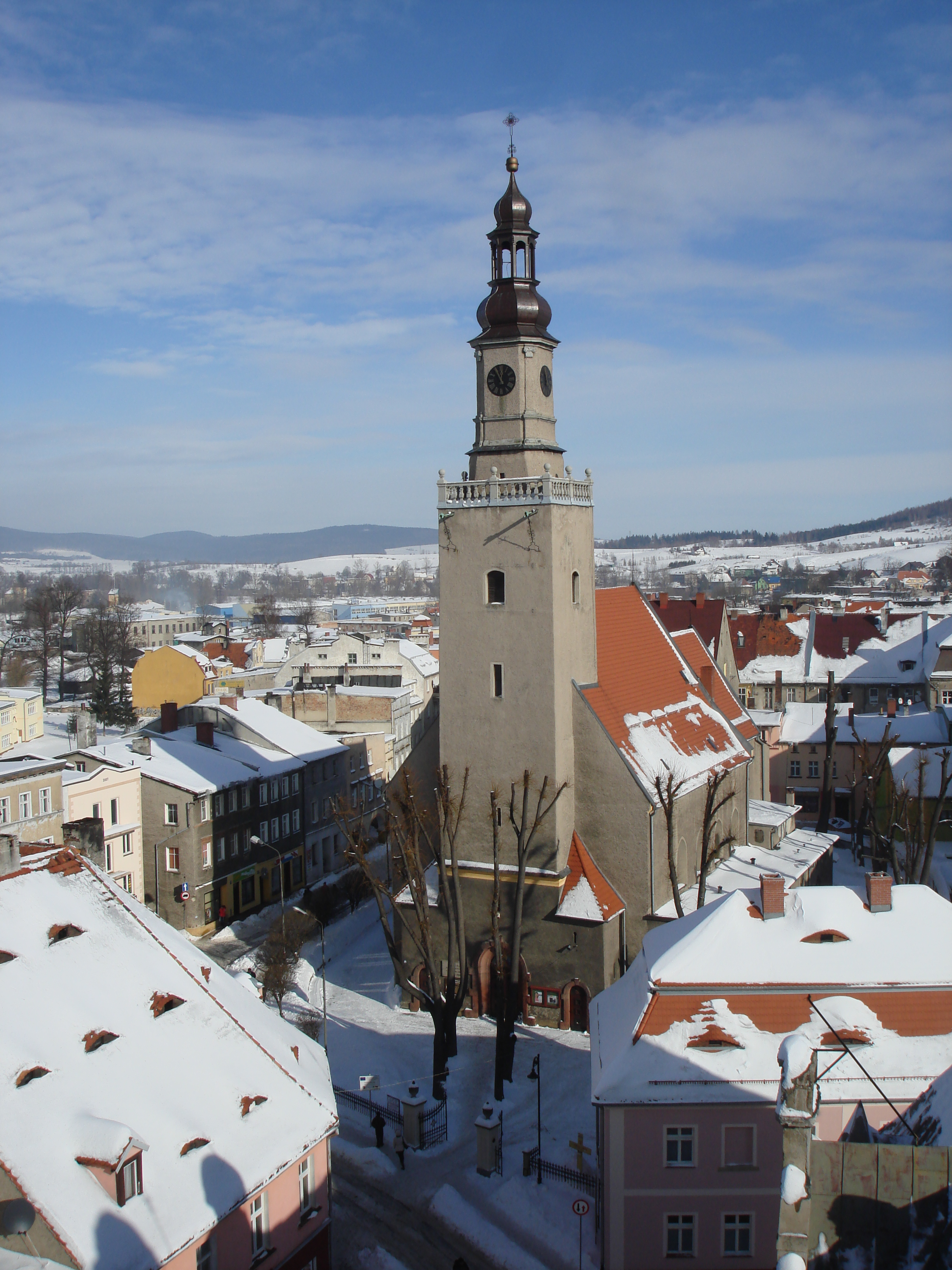
S:t Petrus och Paulus-kyrkan
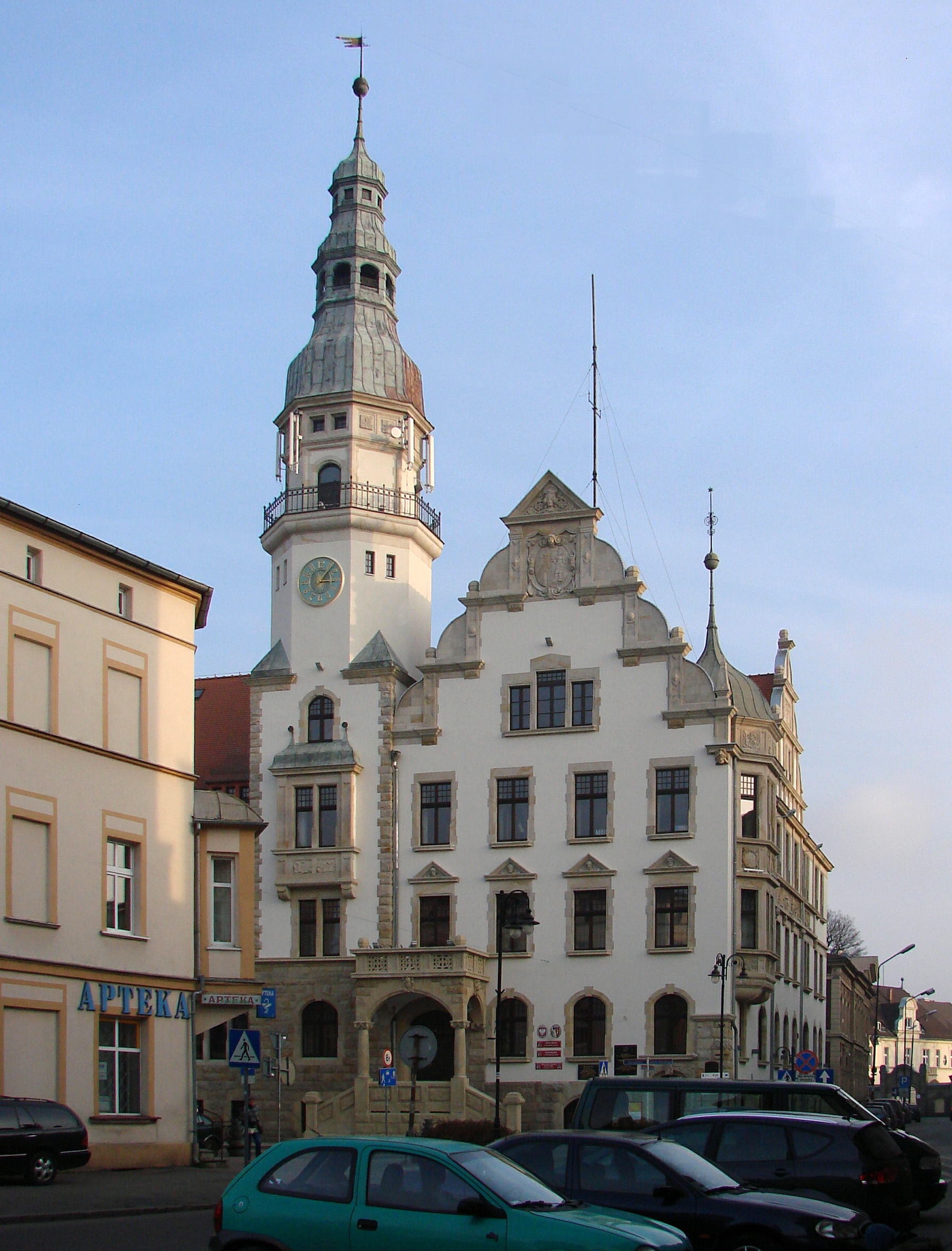
Rådhuset

- S:t Petrus och Paulus-kyrkan (Kośćiół ŚŚ. Piotra i Pawła) är stadens katolska församlingskyrka och omnämns första gången 1294. Den nuvarande kyrkobyggnaden uppfördes på platsen för en äldre kyrka under andra halvan av 1500-talet. Under perioderna 1562-1629 och 1634-1637 var kyrkan protestantisk stadskyrka. 1895 genomfördes en renovering i nygotisk stil.
- Prästgården från slutet av 1700-talet.
- Vårfrukyrkan (Kośćiół Matki Boskiej Różańcowej) var tidigare den protestantiska Gnadenkirche men är idag lokal för en katolsk församling. Kyrkan uppfördes 1709-1720 med Katarina kyrka i Stockholm som förebild, efter ritningar av Tallinnbyggmästaren Martin Frantz. Stora delar av inredningen avlägsnades vid en ombyggnad mellan 1959 och 1964.
- Nordost om Mariakyrkan finns den tidigare flickskolan från slutet av 1700-talet och kyrkokörbyggnaden från 1725.
- Ruinerna av Kreppelhofs slott, förstört i en brand 1964.
- Rådhuset
- Rester av den medeltida stadsmuren

## Kända invånare
- Walther Arndt (1891–1944), zoolog.
- Gosia Dobrowolska (född 1958), polsk-australiensisk skådespelerska.
- Viktor Hamburger (1900–2001), utvecklingsbiolog.
- Friedrich Iwan (1889–1967), konstnär.
- Georg Kretschmar (1925–2009), luthersk teolog, ärkebiskop av S:t Petersburg 1999-2005.
- Carl Gotthard Langhans (1732–1808), byggmästare och arkitekt, ritade Brandenburger Tor.

## Vänorter
- Ikast, Danmark
- Trutnov, Tjeckien
- Vierzon, Frankrike
- Wolfenbüttel, Tyskland
- Bitterfeld, Tyskland
- Barcelos, Portugal